# Melalgus parvidens
Melalgus parvidens är en skalbaggsart som först beskrevs av Pierre Lesne 1895.  Melalgus parvidens ingår i släktet Melalgus och familjen kapuschongbaggar. Inga underarter finns listade i Catalogue of Life.